# Bad Bleiberg
Bad Bleiberg (fino al 1978 Bleiberg, in sloveno Plajberk pri Beljaku) è un comune austriaco di 2 333 abitanti nel distretto di Villach-Land, in Carinzia; ha lo status di comune mercato (Marktgemeinde). Si trova a ovest di Villaco, nella valle del Weißenbach, tra il monte Dobratsch e le Alpi della Gail.

## Geologia
L'area geografica intorno a Bad Bleiberg ha storicamente sempre avuto una vocazione mineraria, a tal punto che, il simbolo stesso della miniera con due martelli incrociati è pure presente nello stemma del Comune. Il Distretto minerario di Bad Bleiberg è costituito da depositi di piombo e zinco, dalla cui ossidazione secondaria si generano i minerali di interesse industriale. La mineralizzazione utile è di tipo baritico a piombo e zinco e i minerali più comuni che si rinvengono sono prevalentemente calcite, barite, cerussite, galena e wulfenite.
Una delle miniere più famose dell'area è la Miniera "Stefanie", dalla quale sono stati estratti in passato magnifici esemplari di wulfenite.

## Amministrazione
Il comune comprende 5 comuni catastali (tra parentesi gli abitanti al 2018:
- Bad Bleiberg (458)
- Bleiberg-Kreuth (900)
- Bleiberg-Nötsch (656)
- Hüttendorf (205)
- Kadutschen (64)

### Gemellaggi
- Pradamano[senza fonte]